# Ебрахим Раиси
Ебрахим Раиси (на персийски: ابراهیم رئیسی) е ирански политик и юрист.
Роден е на 14 декември 1960 година в Машхад. Петнадесетгодишен постъпва в религиозно училище в Кум, а през 1983 година се жени за дъщерята на Ахмад Аламолхода, най-влиятелния религиозен деятел в Машхад. Работи като прокурор, като през 1988 година играе водеща роля в масовите екзекуции на политически затворници, която му донася прозвището „Касапина от Техеран“. Последователно е първи заместник на ръководителя на съдебната власт (2004 – 2014), главен прокурор (2014 – 2016) и ръководител на съдебната власт (2019 – 2021). От 3 август 2021 година до смъртта си е президент на Иран.
Ебрахим Раиси умира при катастрофа с хеликоптер край Бакрабад на 19 май 2024 година и е погребан в Имам Реза джамия в Машхад.